# Borís Skvortsov
Borís Vasílievich Skvortsov (Skvortzov, Skvortzkov, Skvortsow translitera del ruso cirílico Борис Васильевич Скворцов (Varsovia, 1896 - São Paulo, 1980) fue un botánico, algólogo y explorador ruso.
Realizó extensas expediciones botánicas al interior de Manchuria, y otras alejadas áreas del extremo este de Rusia.
Aunque Skvortsov vivió la mayor parte de su vida en Harbin, al noreste de China (nació en Varsovia en 1896, pasando a Harbin en 1902), viajó a San Petersburgo durante los años 1914 a 1917 para entrenar como un diatomologista bajo R.W. Kolbe y S. Wislouch. Con la excepción de cierto tiempo pasado en recogida de material y aprendizaje de inglés en Fuzhou, Fujian, China (1918-1919), Skvortsov permaneció en Harbin hasta 1962 cuando partió para Brasil, donde pasó sus años restantes, trabajando y publicando principalmente en los flagelados. Entre los años 1960 y 1970, ha trabajado en el Instituto Botánico de São Paulo, tiempo en que realizó una intensa recogida de material en el Parque Estatal de las Fuentes del Ipiranga y alrededores y muy poco o nada fuera del área. Durante su vida, él también estudió intensamente muestras de los lagos Baikal (Rusia) y Kizaki (Japón).
Su trabajo como ficologista fue extremadamente productivo, con más de mil especies descritas. Fue afortunado de haber tenido acceso a material de muchas zonas que nunca habían sido estudiados antes, pero prácticamente nada de su material está disponible para estudios hoy en día, y muy poco ha sido introducido en herbarios.

## Algunas publicaciones

### Libros
- Skvortzov, B.V. (1922). La fauna & flora de Manchuria y del lejano este de Rusia. Ed. Kharbin  Archivado el 18 de enero de 2012 en Wayback Machine.

### Artículos
- Skvortzov, B.V. (1967). Notes on the Flagellata of Hongkong. The Gardens' Bulletin Singapore 22: 187-191, .
- Skvortzov, B.V. (1968). New genera of primitive green Flagellata from Hongkong and Sao Paulo, Brazil. The Gardens' Bulletin Singapore 22: 455-459, .
- Skvortzov, B.V. (1968). On some species of Euglena Ehr. from Singapore. The Gardens' Bulletin Singapore 22: 447-450, .
- Skvortzov, B.V. (1968). On a new species of the genus Collodictyon Carter, a colourless flagellata new to the Hongkong flora. The Gardens' Bulletin Singapore 22: 451-454, .

## Honores

### Eponimia
Especies
- (Araliaceae) Macropanax skvortsovii Ha

- (Campanulaceae) Legousia skvortsovii Proskur.[11]

- (Onagraceae) Circaea × skvortsovii Boufford[12]

- (Poaceae) Festuca skvortsovii E.B.Alexeev[13]

- (Potamogetonaceae) Potamogeton skvortsovii Klinkova[14]

- (Salicaceae) Salix skvortsovii Sennikov[15]

- La abreviatura «Skvortsov» se emplea para indicar a Borís Skvortsov como autoridad en la descripción y clasificación científica de los vegetales.[16]

Publicaba sus identificaciones y clasificaciones de nuevas especies en : Lingnan Sci.; Fl. China, Fam.; Fl. Liaoningica; Fl. Plant. Herb. Chinae bor; Clavis Pl. Chinae Bor; Ligneous Fl. Heilongjiang.